# Eero Erkko

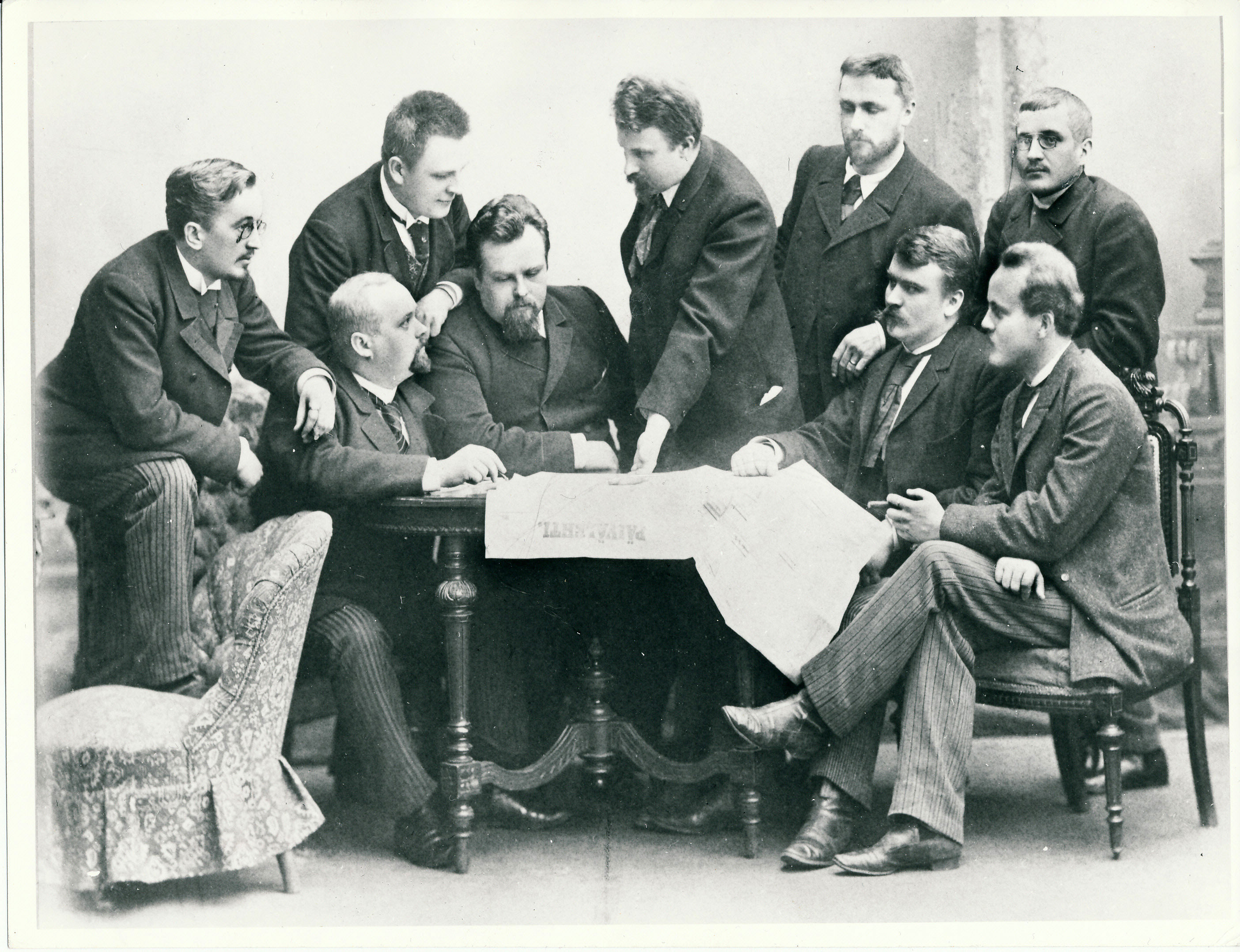
Eero Erkko (dritter von links der am Tisch Sitzenden) bei einer Redaktionskonferenz der Päivälehti (1893)

Eero Erkko (* 18. Mai 1860 in Orimattila; † 14. Oktober 1927 in Helsinki) war ein finnischer Journalist und Politiker.
Der Bruder der Schriftsteller Elias (Ruuto) Erkko und Juhana Heikki Erkko studierte bis 1880. Von 1885 bis 1887 war er Redakteur der Zeitschrift Keski-Suomi in Jyväskylä, 1889 gründete er die Zeitschrift Päivälehti, deren Chefredakteur er bis 1902 war. Von 1903 bis 1905 lebte er im Exil in den USA, wo er als Drucker und Buchhändler arbeitete und die Zeitschrift Amerikan Kaiko herausgab.
Nach seiner Rückkehr arbeitete er wieder für die von ihm gegründete Zeitung, die inzwischen unter dem Titel Helsingin Sanomat erschien. Von 1907 bis 1919 war er Mitglied des Reichstages, zunächst als Mitglied der Jungfinnischen Partei, im letzten Jahr als Mitglied der Nationalen Fortschrittspartei. Er gehörte u. a. dem Hauptausschuss, dem Verfassungsausschuss sowie den Ausschüssen für auswärtige und Militärangelegenheiten an. Zwischen 1918 und 1920 war er Sozialminister (im Kabinett Lauri Ingman), Verkehrsminister (im Kabinett Kaarlo Castrén) und Wirtschaftsminister (im Kabinett Juho Vennola).